# 布亚克 (阿韦龙省)
布亚克（法語：Bouillac，法語發音：[bujak]）是法国阿韦龙省的一个市镇，属于鲁埃格自由城区。

## 地理
布亚克（44°34'28"N, 2°9'46"E）面积8.2 平方千米，位于法国奧克西塔尼大區阿韦龙省，该省份为法国南部内陆省份，位于法國中央高原南部，北起顺时针与康塔爾省、洛泽尔省、加尔省、埃罗省、塔恩省、塔恩-加龙省和洛特省接壤。
与布亚克接壤的市镇（或旧市镇、城区）包括：莱萨尔布、阿斯普里耶尔、布瓦斯庞绍、利维纳克莱奥、屈扎克、费尔赞斯、蒙特雷东。

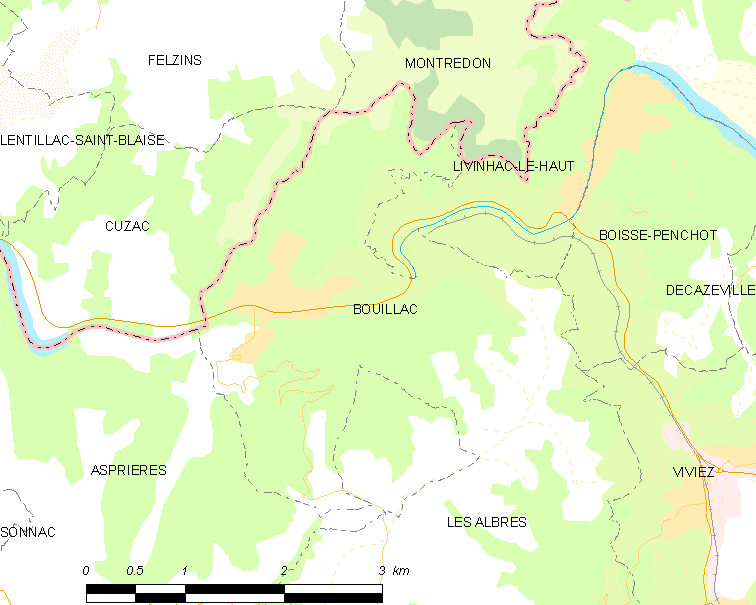
的OSM定位图

布亚克的时区为UTC+01:00、UTC+02:00（夏令时）。

## 行政
布亚克的邮政编码为12300，INSEE市镇编码为12030。

## 政治
布亚克所属的省级选区为洛特-蒙巴济努瓦县。

## 人口

1962-2008年间人口变化图示

布亚克于2022年1月1日时的人口数量为368人。